# تروند اینار الدن
تروند اینار الدن (انگلیسی: Trond Einar Elden; ۲۱ فوریهٔ ۱۹۷۰ – ) اسکی‌باز صحرانوردی اهل نروژ بود.